# Pararge croesus
Pararge croesus är en fjärilsart som beskrevs av Hermann Stauder 1922. Pararge croesus ingår i släktet Pararge och familjen praktfjärilar. Inga underarter finns listade i Catalogue of Life.